# Kimon
Kimon, o Cimone (in greco Κίμων, Kimōn; fl. V secolo a.C.), è stato un medaglista greco antico.
Kimon fu attivo nella monetazione di Siracusa nel periodo 415 - 400 a.C. Fa parte del ristretto numero di incisori di conii dell'antichità di cui si conosce il nome, tramandato dalla firma sulle monete. Forse esiste anche un altro incisore di conii con lo stesso nome, attivo a Himera verso la metà del V secolo a.C. Il dubbio nasce sulla corretta lettura di una firma presente su un decadracma di Himera. Evans sostiene che questa è la lettura corretta e che non sarebbe lo stesso Cimone di Siracusa ma potrebbe essere un suo antenato. Anche Forrer sostiene queste due opinioni di Evans, basandosi sulla sua autorità.

## Biografia
Cimone fu il creatore della decadracma coniata a Siracusa dopo la battaglia dell'Asinaro e il primo incisore di conii a mostrare di fronte la testa di Aretusa, che caratterizza la monetazione di Siracusa. Ha lasciato la sua firma su molti conii. Nella firma, come in altri dettagli, ha mostrato le sue capacità di lavorare su particolari minuti.
La sua firma, nella prima serie di decadramma, è posta nel dritto, nella piccola barra che unisce i cavalli, al centro della quadriga. Al rovescio la firma, KIM, è posta sulla fascia (apyx, o apice) che fissa i capelli della dea. Nei conii successivi si trova anche il nome per esteso inciso sull'addome di un delfino.
Anche nei conii con la vista frontale di Aretusa, ha messo la firma sulla fascia che tiene i capelli della dea. In questo caso la testa della divinità fu incisa sul conio del diritto, dato che c'erano state le precedenti esperienze dei coni di Eukleidas, che si erano rotti a causa della maggiore usura che si ha nei conii del rovescio.
Nello stesso periodo Kimon creò il conio per la prima moneta d'oro di Siracusa, dal valore di 100 litre. Il conio era firmato con una semplice K, con KI o con KIM. Poco tempo dopo la creazione dei conii per le monete d'oro fu affidata a Euainetos, e Kimon in seguito si occupò anche delle monete di minor valore, che però non sono tutte firmate.
Cimone ha usato particolarmente, nei suoi ritratti di dee, la plasticità, che gli era possibile grazie allo spessore del tondello, specie nella rappresentazione frontale di Aretusa. In questo conio Kimon usa i mezzi più delicati, per creare i suoi effetti, come i capelli svolazzanti, tra cui nuotano i delfini. È evidente l'associazione di questi effetti con il vento e il mare. La quadriga invece è in piena velocità e ottiene un effetto molto dinamico. Una novità è la rappresentazione di un carro a quattro, che impegna una curva, sormontata da una Nike in volo, e con l'auriga con i capelli svolazzanti dietro di lui.
Cimone ha vissuto a Siracusa in un momento in cui la città aveva particolare successo. Nel 413 a.C. infatti Siracusa riuscì a sconfiggere gli Ateniesi nel proprio porto. Le caratteristiche del decadracma e anche l'emissione per la prima volta della monete d'oro sono collegati a questa vittoria. A differenza di Euainetos e Phrygillos, Kimon ha lavorato esclusivamente per le monete di Siracusa. 
Qui, grazie alle condizioni esterne, ha potuto esprimere pienamente le sue capacità. Le sue creazioni non solo fanno parte delle migliori opere della monetazione greca; i suoi conii monetari si collocano nel massimo livello dell'arte greca dell'ultimo quarto del V secolo a.C.